# Lyonia macrophylla
Lyonia macrophylla là một loài thực vật có hoa trong họ Thạch nam. Loài này được (Britton) Ekman ex Urb. mô tả khoa học đầu tiên năm 1925.